# Саміт G-20 у Брисбені (2014)
Австралійський саміт G-20, 9-й саміт лідерів країн «Групи 20», що відбувся 15–16 листопада 2014 року в австралійському місті Брисбен. Однією із рис саміту було засудження агресії Росії проти України. Путін, що відвідав саміт, був в повній ізоляції і поспіхом покинув захід.

## Опис

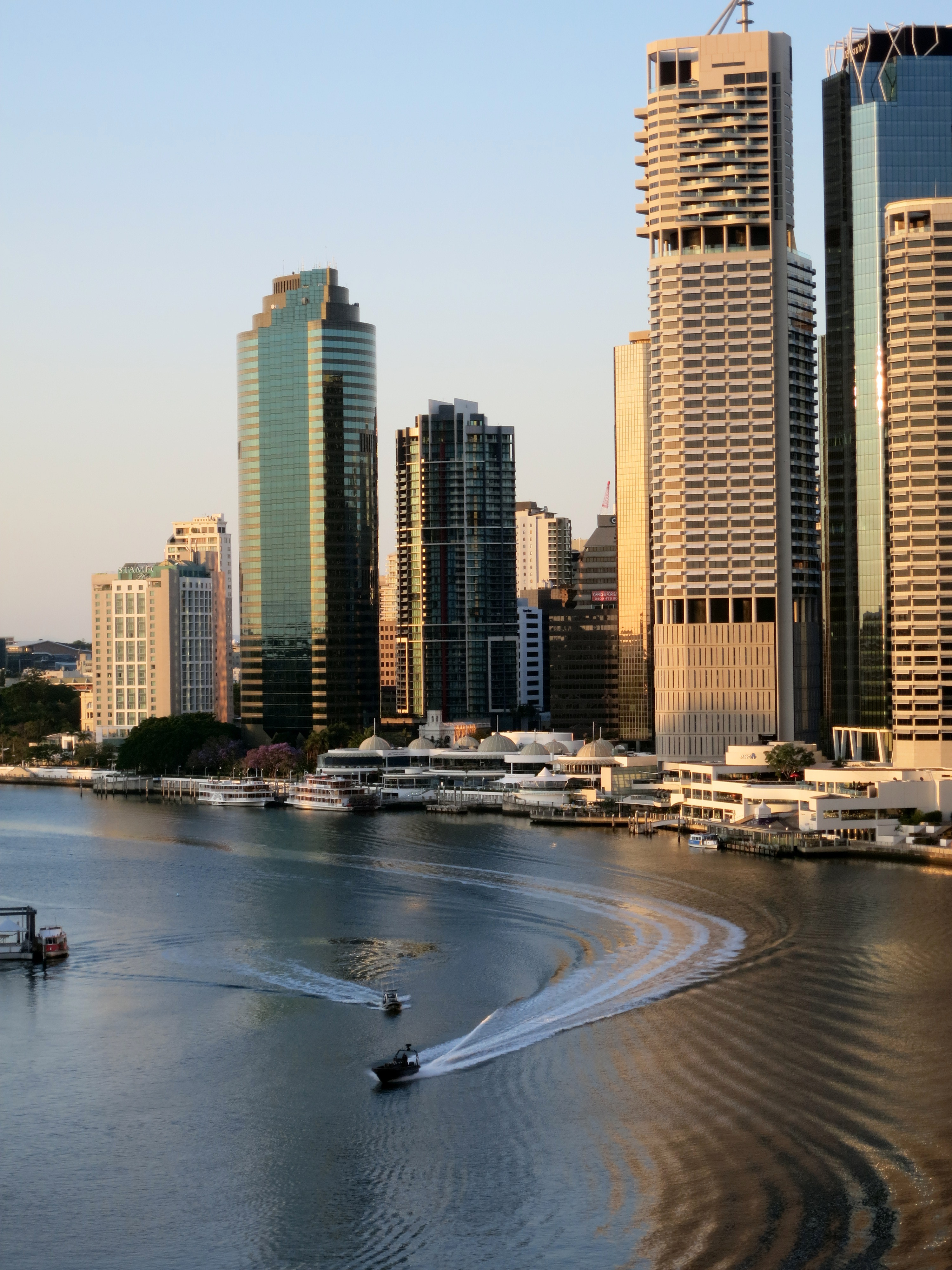
Поліцейський катер патрулює річку Брисбен в день перед самітом

Саміт відбувся на тлі сильної геополітичної та економічної нестабільності:
- 2014 року Росія розв'язала гібридну (неоголошену) війну проти України, тривала повномасштабна громадянська війна в Іраку та Сирії — внаслідок якої з'явилася самопроголошена ісламська держава Іраку та Леванту, не припинялися заворушення в Лівії, знову розгорівся арабо-ізраїльський конфлікт — влітку була проведена військова операція «Незламна скеля».
- В Європі триває стагнація: головні «локомотиви» Європи — економіки Німеччини та Італії за підсумками другого кварталу 2014 знову показали спад, трохи краща ситуація у Франції. Китайська економіка також сповільнила свій хід: у вересні були опубліковані дані, з яких видно, що енергоспоживання в країні (найвірніший показник економічної активності) в серпні скоротилося на 2,2 відсотка, порівняно з тим же місяцем минулого року. Зростання промислового виробництв у Китаї за серпень 2014 виявився найслабшим з часу економічної кризи 2008 року. Всі ці чинники привели до того, що у вересні 2014 року почали падати ціни на нафту: вартість бареля марки Brent впала до $78 (на 17 листопада 2014), що є одним з найгірших показників з часів кризи 2008—2009 років[2].

### «Фінансова двадцятка»
20 — 21 вересня 2014, напередодні зустрічей глав держав, в австралійському місті Кернс відбулося засідання членів «Групи 20» на рівні Міністрів фінансів та керівників Центробанків. Головував на цій зустрічі — головний скарбник Австралії Джо Хоки, і російська делегація брала участь в роботі так званої «фінансової двадцятки». Міністри фінансів та глави центробанків країн «великої двадцятки» за підсумками засідання в Кернсі підтвердили намір домогтися в найближчі 5 років прискорення економічного зростання додатково на 2 % у порівнянні з існуючими національними планами:

«Розвиток глобальної економіки відбувається нерівномірно, а його темпи поки залишаються нижче рівня, необхідного для створення таких потрібних світу нових робочих місць, — відзначається в комюніке. — Ризики, викликані ситуацією на фінансових ринках та геополітичними проблемами, зберігаються. Для того, щоб уберегти наші економіки від цих ризиків, необхідний стійкий та збалансований ріст і енергійно працюючий фінансовий сектор. Ми єдині в рішучості протистояти сучасним викликам».

### Учасники саміту G20
| Велика індустріальна двадцятка Країна-господарка та лідер виділені жирним шрифтом. | Велика індустріальна двадцятка Країна-господарка та лідер виділені жирним шрифтом. | Представник                   | Посада                           |
| ---------------------------------------------------------------------------------- | ---------------------------------------------------------------------------------- | ----------------------------- | -------------------------------- |
| Австралія                                                                          | Австралія                                                                          | Тоні Ебботт                   | Прем'єр-міністр Австралії        |
| Аргентина                                                                          | Аргентина                                                                          | Крістіна Фернандес де Кіршнер | Президент Аргентини              |
| Бразилія                                                                           | Бразилія                                                                           | Ділма Русеф                   | Президент Бразилії               |
| Велика Британія                                                                    | Велика Британія                                                                    | Девід Камерон                 | Прем'єр-міністр Великої Британії |
| Німеччина                                                                          | Німеччина                                                                          | Ангела Меркель                | Федеральний канцлер Німеччини    |
| Індія                                                                              | Індія                                                                              | Нарендра Моді                 | Прем'єр-міністр Індії            |
| Індонезія                                                                          | Індонезія                                                                          | Сусіло Бамбанг Юдойоно        | Президент Індонезії              |
| Італія                                                                             | Італія                                                                             | Енріко Летта                  | Голова ради міністрів Італії     |
| Канада                                                                             | Канада                                                                             | Стівен Гарпер                 | Прем'єр-міністр Канади           |
| КНР                                                                                | КНР                                                                                | Сі Цзіньпін                   | Голова КНР                       |
| Мексика                                                                            | Мексика                                                                            | Енріке Пенья Ньєто            | Президент Мексики                |
| Росія                                                                              | Росія                                                                              | Володимир Путін               | Президент Росії                  |
| Саудівська Аравія                                                                  | Саудівська Аравія                                                                  | Ібрагім Абдулазіз аль-Ассаф   | Міністр фінансів                 |
| США                                                                                | США                                                                                | Барак Обама                   | Президент США                    |
| Туреччина                                                                          | Туреччина                                                                          | Реджеп Таїп Ердоган           | Президент Туреччини              |
| Франція                                                                            | Франція                                                                            | Франсуа Олланд                | Президент Франції                |
| ПАР                                                                                | ПАР                                                                                | Джейкоб Зума                  | Президент ПАР                    |
| Південна Корея                                                                     | Південна Корея                                                                     | Пак Кин Хе                    | Президент Південної Кореї        |
| Японія                                                                             | Японія                                                                             | Абе Сіндзо                    | Прем'єр-міністр Японії           |
| Європейський Союз                                                                  | Європейська комісія                                                                | Жан-Клод Юнкер                | Голова Європейської комісії      |
| Європейський Союз                                                                  | Європейська рада                                                                   | Герман Ван Ромпей             | Голова Європейської Ради         |

## Володимир Путін на саміті G-20
Візит президента Росії Володимира Путіна на саміт G-20 проходив на тлі поганих відносин Росії із Західним світом, і ще до початку саміту очікувалося, що його чекає не надто теплий прийом в Австралії. На вулицях австралійських міст пройшли демонстрації з протестами проти участі Путіна у зустрічі G-20. Під час самого саміту решта світових лідерів трималися осторонь від президента Росії, уникаючи спілкування з ним. Під час вітання Путіним прем'єр-міністра Канади Стівена Гарпера той сказав: «Думаю, я повинен потиснути вам руку, але я можу сказати вам лише одне: забирайтеся з України», що пізніше було підтверджено прес-службою глави уряду Канади. Прем'єр-міністр Австралії Тоні Ебботт запропонував Путіну вибачитись за збитий малайзійський «Боїнг».
На думку британської Guardian, в Брисбені Путіна «заслали в дипломатичний Сибір»:

Мало кто лил слезы по поводу подобного обращения с деспотической фигурой, наносящей столь существенный ущерб интересам собственной страны как у себя дома, так и за рубежом.— «Пресса Британии: Путин послан "в дипломатическую Сибирь"»

## Підсумки саміту

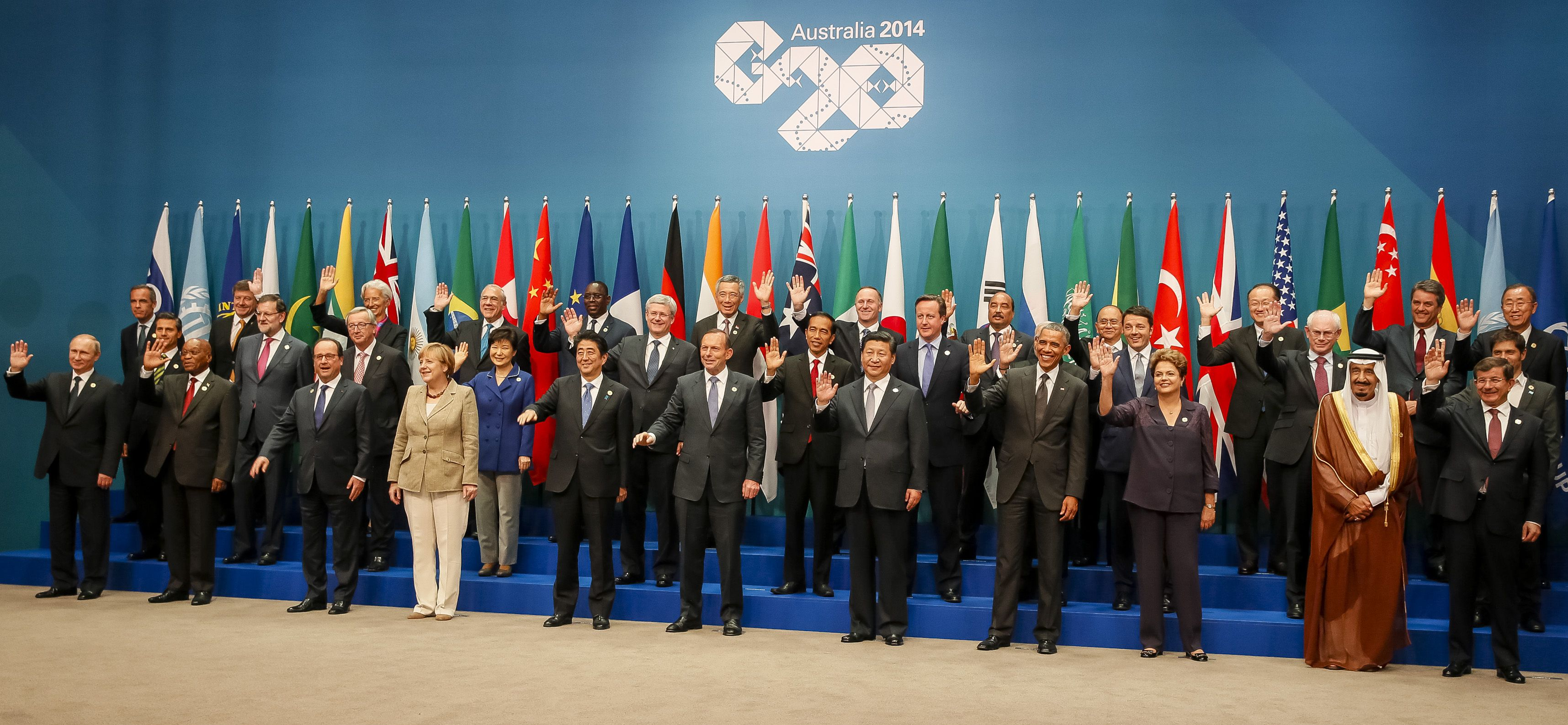
Лідери G20 в останній день форуму

Головною політичною темою саміту стала безпека: боротьба з терористами «Ісламської держави», з хворобою, яку спричинює вірус Ебола та протидія українській кризі.
В економічній сфері одним з основних завдань стало зростання світового ВВП на 2 % до 2018. За прогнозами, виконання цього завдання збільшить світову економіку більш ніж на два трильйона доларів та створить мільйони робочих місць. Для реалізації цього плану лідери «Групи двадцяти» мають намір підвищити обсяги торгівлі та інвестицій, а також посилити конкуренцію.
У підсумковому комюніке, прийнятому «групою двадцяти», сторони схвалили план дій з боротьби з корупцією на 2015—2016 роки, для чого зобов'язалися спільно підвищувати прозорість державного та приватного секторів економіки, відзначили необхідність створення міжнародного інфраструктурного центру та закликали США припинити перешкоджати реформі МВФ.
Світова преса звернула увагу, що ставлення до Володимира Путіна було вельми напруженим не лише на рівні глав держав: так, в аеропорту його не вийшли зустрічати вищі посадові особи Австралії, на зустріч був посланий лише заступник міністра оборони, хоча генеральний прокурор Австралії Джордж Брендіс, генерал-губернатор Пітер Косгроув та прем'єр-міністр штату Квінсленд Кемпбелл Ньюман перебували зовсім недалеко від літака та через кілька хвилин зустрічали прибулих глав Німеччини Ангелу Меркель та Китаю Сі Цзіньпіна. Кембелл Ньюман так прокоментував ситуацію: «Я не хочу зустрічатися з ним лицем до лиця». 2013 року Барака Обаму в Росії так само зустрічав другорядний чиновник.
Також російське посольство повідомляло, що у російської сторони були труднощі з організацією візиту президента — аж до надання Путіну достатньо посереднього готелю «Hilton Brisbane».
Президент Росії Володимир Путін достроково залишив саміт G-20, пояснивши це майбутнім тривалим перельотом та необхідністю поспати.

## Цікаві факти
- Путін, не зважаючи на повне фіаско у Брисбені, тим не менше, заявив про успішне завершення саміту і що «саммит проходил в доброжелательной и деловой атмосфере»;[11]
- Практично весь перший день проходив під впливом подій на Сході України, де проросійські терористи, за підтримки Росії, воюють проти Збройних Сил України, порушуючи Мінські угоди;[11]
- Журналісти жартували, що Путіну за агресію проти України не дорікала хіба що панда, з якою він фотографувався;[12]
- Російський лідер був в абсолютній самотності на заході — навіть китайський лідер Сі Цзіньпін (на відміну від досить частої підтримки раніше) звертав на нього мало уваги, проводячи час, в основному, з президентом США;[12]
- Володимир Володимирович на прес-конференції перед відльотом пояснив свій ранній відліт тим, що хоче поспати, оскільки летіти до Москви 18 годин;[11]
- Барак Обама отримав найкращі умови для проживання і проведення зустрічей, його ролики з усміхненим обличчям часто демонструвалися телебаченням, в той же час Путіну дістався досить посередній готель Хілтон і негативна реакція на телебаченні — його звинувачували у спробах відновити «утрачену славу царизму і СРСР»;[9]
- 15 листопада в Брисбені була виконана традиційна пісня «Путін — хуйло»;[13]
- На відміну від попереднього саміту, основні засідання брисбенського були закритими для преси;[9]
- МЗС Росії відповіло на заклик вибачитися за збитий Боїнг виправданням, що «Путину не за что извиняться перед австралийцами»;[9]
- Температура в суботу в Австралії була до +42 °C;[9]
- На теми, інші від української, з Володимиром Володимировичем спілкувався тільки один високопосадовець з Італії — прем'єр-міністр Італії Маттео Ренці, що навіть запросив його на виставку ЕКСПО-2015 в Мілані;[14]
- Прес-секретар президента РФ Пєсков Дмитро Сергійович на закиди західних ЗМІ про те, що Путін поїде раніше через прохолодний прийом, заявив: «Это ерунда», тим не менше все так і вийшло;[15]
- На заклик Стівена Гарпера забираться геть з України Путін відповів, що «мы не можем это сделать, так как нас там нет»[14];
- Навіть російський президент на заключній прес-конференції зізнався, що «всі двосторонні зустрічі були виключно по Україні»[16].

## Галерея

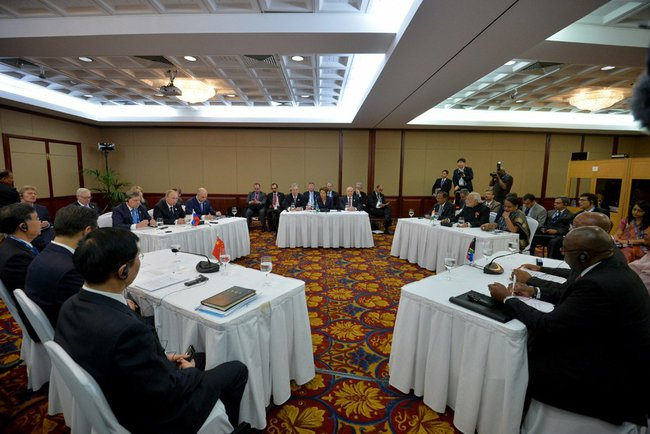
Зустріч БРІКС
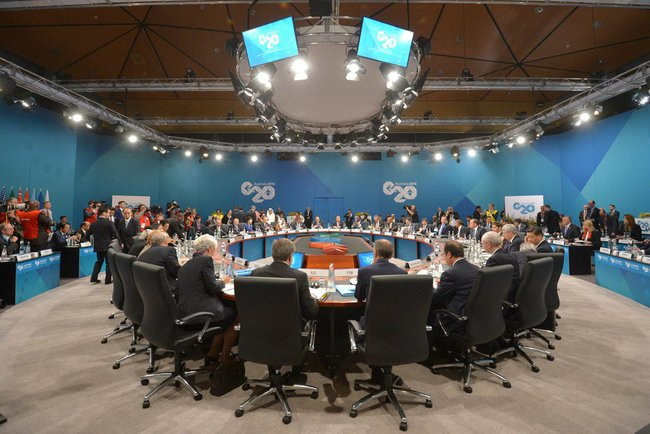
перше засідання
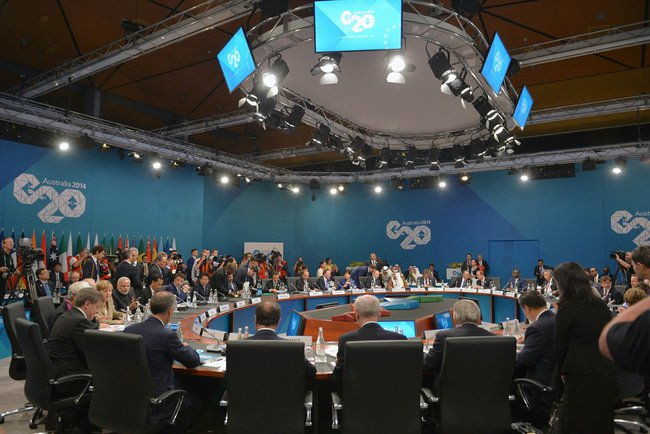
перед засіданням